# Gustavo Marzi
Gustavo Marzi   (Liorna, 25 de novembre de 1908 - Trieste, 14 de novembre de 1966) fou un tirador d'esgrima italià, guanyador de set medalles olímpiques.

## Biografia
Va néixer el 25 de novembre de 1908 a la ciutat de Liorna, població situada a la província del mateix nom, que en aquells moments formava part del Regne d'Itàlia i avui dia de la República Italiana. Va morir el 14 de novembre de 1966 a la ciutat de Trieste, població situada a la província del mateix nom.

## Carrera esportiva
Va participar, als 19 anys, als Jocs Olímpics d'Estiu de 1928 realitzats a Amsterdam (Països Baixos), on va aconseguir guanyar la medalla de plata en la prova per equips de sabre, a més de finalitzar quart en la prova individual d'aquesta modalitat.
Als Jocs Olímpics d'Estiu de 1932 realitzats a Los Angeles (Estats Units) va aconseguir guanyar la medalla d'or en la prova individual de floret, a més de la medalla de plata en les proves per equips de floret i sabre.
Als Jocs Olímpics d'Estiu de 1936 realitzats a Berlín (Alemanya nazi) va aconseguir guanyar la medalla d'or en la prova de floret, a més de les medalles de plata en les proves individual i per equips de sabre.
Al llarg de la seva carrera guanyà disset medalles en el Campionat del Món d'esgrima, entre elles set medalles d'or.